# O Diário de um Mago
O Diário de um Mago é um livro escrito pelo brasileiro Paulo Coelho. Foi lançado em 1987, publicado em 150 países e traduzido para 40 idiomas.
Uma das obras mais importantes do autor foi relançado em 2017 pelo selo Paralela da editora Companhia das Letras e continua entre os livros mais vendidos de Paulo Coelho.

## Sinopse
"Somos muito bloqueados pelas necessidades de respostas, e o mundo não está aí para responder. A magia é a ponte entre o visível e o invisível, mas é preciso ousar atravessá-la" - Paulo Coelho
A partir de sua peregrinação de três meses para Santiago de Compostela, Paulo Coelho constrói uma fascinante parábola, que trata da necessidade de encontrar o próprio caminho. Parte história de aventura, parte guia de autoconhecimento, este livro oferece a combinação perfeita de encantamento e inspiração.
O diário de uma mago ocupa um lugar especial na obra de Paulo Coelho: foi o livro que abriu espaço para seu grande romance, O Alquimista. De muitas maneiras, as duas histórias dialogam - para realmente compreender uma, você deve ler a outra, que expõe a filosofia humanista do autor e introduz a profundidade de sua busca.

## Publicação
O diário de um mago foi lançado em 1987 sua primeira edição. Sendo publicado diversas vezes sendo o último lançamento feito pelo selo Paralela da Editora Companhia das Letras em julho de 2017.

## Autor
Nascido em 1947, no Rio de Janeiro, Paulo Coelho atuou como encenador, dramaturgo, jornalista e compositor, antes de se dedicar à literatura. É autor do clássico O Alquimista, o livro brasileiro mais lido de todos os tempos. Paulo Coelho é considerado um fenômeno literário, com sua obra publicada em mais de 170 países e traduzida para 80 idiomas. Juntos, seus livros já venderam 210 milhões de exemplares em todo o mundo. Entre os inúmeros prêmios e condecorações internacionais que recebeu ao longo de sua carreira, estão o Crystal Award, do Fórum Econômico Mundial, e o prestigioso título de Chevalier de L’Ordre National de la Legion d’Honneur. Desde 2002 é membro da Academia Brasileira de Letras e, a partir de 2007, tornou-se Mensageiro da Paz das Nações Unidas.